# The Chameleons
The Chameleons is een Britse voormalige band die actief was van 1981 tot 2003. De band speelde new wave en postpunk.
De groep bestond uit zanger-gitarist Mark Burgess, gitarist Dave Fielding, gitarist Reg Smithies en drummer John Lever.

## Biografie
The Chameleons werden opgericht in Middleton in Manchester in 1981. Ze speelden donkere melancholieke gitaarmuziek. In tegenstelling tot verwante bands als U2, Echo and the Bunnymen en Joy Division kwam er voor The Chameleons geen belangrijke commerciële  doorbraak. Niettemin wordt hun debuutalbum Script of the Bridge nu beschouwd als een van de belangrijkste postpunkalbums. Dit album verscheen in augustus 1983. Twee jaar later verscheen What Does Anything Mean ? Basically. Met het derde album Strange Times begon de band steeds meer succes te krijgen. Maar in 1987, na de dood van hun manager Tony Fletcher, ging de band uit elkaar.
Mark Burgess en John Lever vormden de nieuwe band The Sun and the Moon. Een studioalbum van deze band kwam uit in 1988. In 1993 bracht Mark Burgess zijn eerste soloalbum uit, Zima Junction. De band heette Mark Burgess and the Sons of God. In 1995 werkte hij samen met Yves Altana en bracht hij het album Paradyning uit.
In 2000 werd The Chameleons opnieuw opgericht en verschenen er drie nieuwe albums. In 2002 ging de band definitief uit elkaar. Mark Burgess en John Lever kwamen in 2009 weer bij elkaar om onder de naam ChameleonsVox weer op te gaan treden. Met een aantal andere muzikanten speelden ze oude nummers van The Chameleons. John Lever overleed in 2017.

## Discografie

### Studioalbums
- 1983: Script of the Bridge
- 1985: What Does Anything Mean ? Basically
- 1986: Strange Times
- 2000: Strip
- 2001: Why Call It Anything
- 2002: This Never Ending Now

### Livealbums
- 1990: Tripping Dogs
- 1992: Here Today...Gone Tomorrow
- 1992: Live in Totonto
- 1993: Auffuhrung in Berlin
- 1993: Free Trade Hall Rehearsal
- 1993: The Radio 1 Evening Show Sessions
- 1996: Recorded Live at the Gallery Club Manchester, 18th december 1982
- 1996: Live Shreds
- 2002: Live at the Academy
- 2017: Live at the Hacienda

### Singles
- 1982: In Shreds
- 1983: Up the Down Escalator
- 1983: As High as You Can Go
- 1983: A Person Isn't Safe Anywhere These Days
- 1985: Singing Rule Britannia (While the Walls Close In)
- 1986: Tears
- 1986: Swamp Thing

### Ep's
- 1985: Nostalgia
- 1990: Tony Fletcher walked on Water...La La La La La

### Dvd's
- 2002: Live at the Galley Club & The Hacienda Manchester
- 2004: Live from London
- 2004: Singing Rule Britannia - The Chameleons Live
- 2006: Ascension